# Paul Rachman

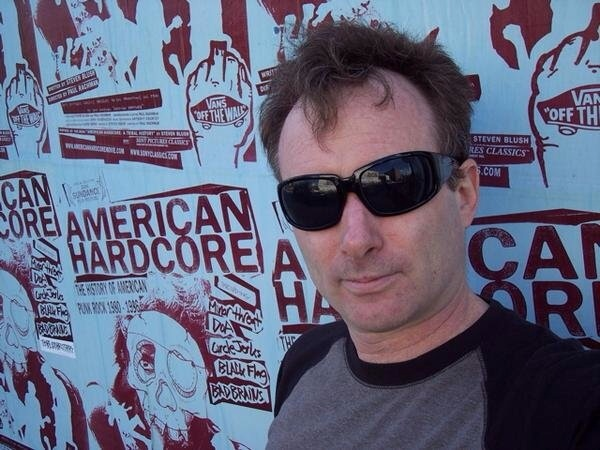
Paul Rachman

Paul Rachman (nascido em New York, New York, em 14 de julho de 1959) é um diretor de filmes estado-unidense que dirigiu o altamente aclamado documentário de 2006 sobre a música punk American Hardcore. Ele é um dos fundadores do Slamdance Film Festival.